# Férfi egyéni kardvívás az 1904. évi nyári olimpiai játékokon
A St. Louisban megrendezett 1904. évi nyári olimpiai játékokon a férfi egyéni kardvívás egyike volt az öt vívószámnak. 5 vívó indult 2 nemzetből.

## Eredmények
| Döntő |                                            |   |   |
| Arany | Manuel Díaz · Kuba (CUB)                   | 3 | 0 |
| Ezüst | William Grebe · Egyesült Államok (USA)     | 2 | 1 |
| Bronz | Albertson Van Zo Post · Kuba (CUB)         | 2 | 1 |
| 4     | Theodore Carstens · Egyesült Államok (USA) | 1 | 2 |
| 5     | Arthur Fox · Egyesült Államok (USA)        | 0 | 4 |